# 沙田鄉事會路
沙田鄉事會路（英語：Sha Tin Rural Committee Road）是香港新界沙田區的一條道路。道路南起大涌橋路與沙田圍路交界，沿沙燕橋跨越城門河，北至港鐵沙田站一帶，全長約850米。

## 命名

### 英文名稱
沙田鄉事會路的英文寫法是Sha Tin Rural Committee Road，與西貢同樣以鄉事會為名的西貢鄉事會里相同做法。與屯門的屯門鄉事會路和大埔的鄉事會街般同樣以「鄉事會」為名的道路所採用的英文寫法Heung Sze Wui不同。

### 跨河橋樑
而沙田鄉事會路由源禾路交界至大涌橋路交界一段、位於城門河中游的跨河橋樑，則被沙田區議會額外命名為沙燕橋，以紀念首支華人少年棒球隊沙燕隊的彪炳戰績。

## 沿線主要交匯道路
- 大涌橋路、沙田圍路
- 沙燕橋
- 源禾路
- 大埔公路沙田段
- 排頭街、沙田車站圍、沙田站公共運輸交匯處

## 沿線主要建築物
- 河畔花園
- 沙角邨
- 瀝源邨
- 源禾路體育館
- 沙田賽馬會公眾游泳池
- 好運中心
- 新城市廣場
- 萬佛寺
- 沙田政府合署
- 康樂及文化事務署總部
- 新城市中央廣場
- 連城廣場
- 港鐵東鐵綫沙田站

## 外部連結
- Google Map圖片與地圖
- 香港地方 道路名稱(一)街名拾趣 （页面存档备份，存于）